# Dipartimento di M'Bagne
Il dipartimento di M'Bagne è un dipartimento (moughataa) della regione di Brakna in Mauritania con capoluogo M'Bagne.
Il dipartimento comprende 4 comuni:
- M'Bagne
- Niabina
- Edbaye El Hijaj
- Bagodine